# Jack Kolle
Pour les articles homonymes, voir Kolle et Samuels.
Jack Kolle, Jack Samuels (né en 1912 et mort en 1970) était un joueur de football international indonésien, qui évoluait en défense.

## Biographie
Ce défenseur joue pendant sa carrière en Indonésie dans le club de Tiong Hoa Surabaja.
Mais il est surtout connu pour avoir fait partie de l'équipe des Indes néerlandaises qui joue la coupe du monde 1938.